# DEM L106
DEM L106 oder DEM 106 ist eine Superblase in der Großen Magellanschen Wolke. Sie enthält N30B, ein Sternentstehungsgebiet und Reflexionsnebel (zugleich der Ursprung des Eintrags NGC 1871 im New General Catalogue). In diesem H-II-Gebiet ist die OB-Assoziation LH 38 mit Hen S22 eingebettet. Das Objekt wurde am 5. September 1826 von James Dunlop entdeckt.
Die Bezeichnung des Objekts stammt von einer Durchmusterung durch Davies, Elliott und Meaburn aus den 1970er-Jahren, das L steht für die Große Magellansche Wolke (L = Large).

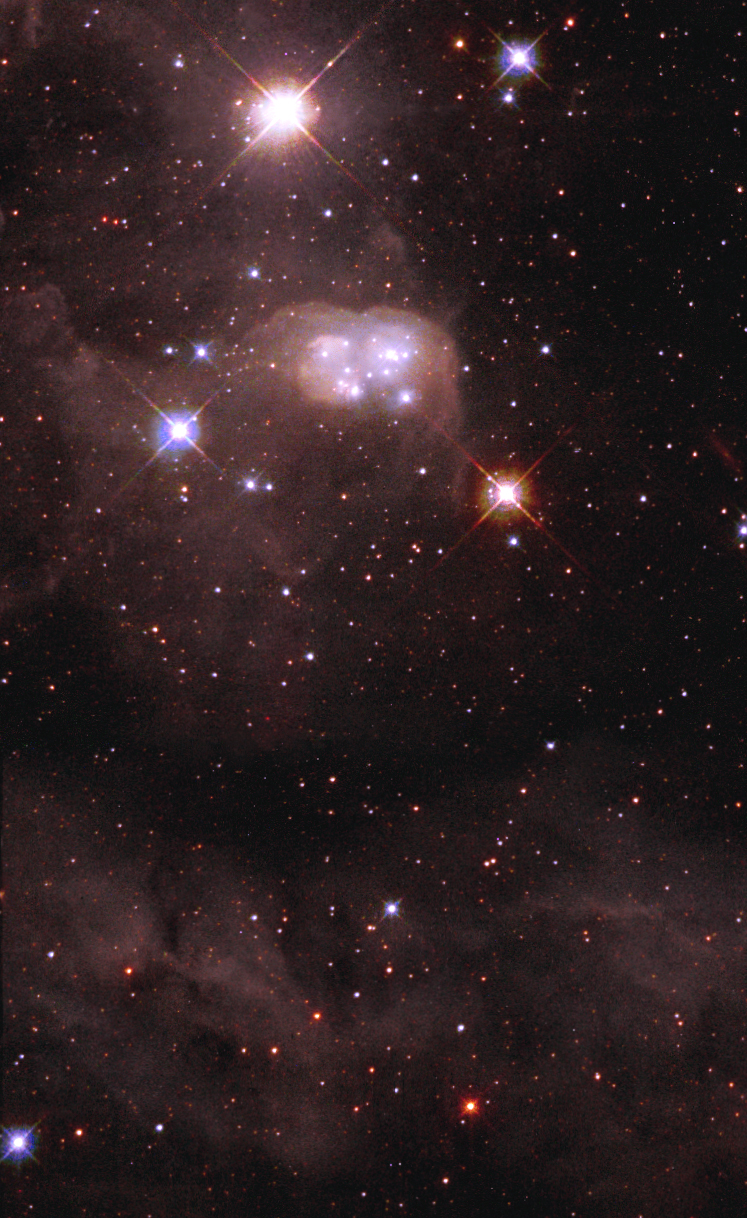
Aufnahme des Hubble-Weltraumteleskops mit einem Ausschnitt von DEM L106; der helle Stern oben ist der Überriese Hen S22, darunter befindet sich das H-II-Gebiet N30B.